# Denisodon moroccensis
Denisodon è un genere di mammiferi estinti appartenente agli aramiidi e vissuto nel Cretaceo inferiore. Venne inizialmente considerato un membro dei multitubercolati all'interno del sottordine dei Plagiaulacida, considerati tra i più antichi dei multitubercolati. Venne classificato da G. Hahn e R. Hahn nel 2003, sulla base di pochi resti fossili ritrovati da D. Sigogneau Russell nel 1991 negli strati del sinclinale dell'alto Atlante di Annual, in Marocco. Successive scoperte di forme simili ma meglio note (Cifelliodon) hanno permesso di comprenderne meglio le parentele, e di attribuire queste e altre forme (Hahnodon) all'enigmatico gruppo degli Haramiyida.
Il genere Denisodon ("dente di Denise", in onore della paleontologa Denise Sigogneau Russell) è rappresentato dalla specie D. moroccensis, classificata sulla base di resti fossili di un molare inferiore (M2).